# Амебоидне ћелије сунђера
Амебоидне ћелије (амебоците) је заједнички назив за све ћелије мезоглеје (мезохила) сунђера. Ове ћелије веома варирају у изгледу, величини и функцији. Досад није утврђена хомологија различитих типова ћелија код сунђера и оних нађених у филогенетски новијим групама животиња. Понекад се назив амебоидне ћелије односи само на једну, најзаступљенију групу ћелија - археоците.
- Међу многим ћелијама, најприсутније су археоците, крупне амебоидне ћелије које имају крупно једро и велики број лизозома (чиме подсећају на макрофаге). Цитоплазма археоцита има велике количине РНК, а у једру се налазе бројни нуклеолуси. Археоците су тотипотентне и могу се диференцирати у било који други тип ћелија сунђера. Имају улогу у фагоцитози страних тела, варењу, унутрашњем транспорту. Имају одређену улогу у регенерацији, и транспорту хранљивих материја кроз сунђер. Зависно од типа хранљиве материје, називамо их гранулоцитама, тезоцитама... Можда поседују улогу и у полном размножавању, ако се испостави тачном тврдња да ооците и сперматоците потичу од њих.
- Коленците су међу најбројнијим ћелијама мезохила - учествују у изградњи мезохила и скелетног система, јер се у њима синтетише фибриларни колаген који се излучује у мезохил. Причвршћене су и не врше покрете кроз мезохил.
- Лофоците личе на археоците, а улога им је лучење и одржавање влакна колагена у мезохилу.
- Склероците луче минерализоване скелетне спикуле. У зависности од тога какав скелет (силикатни или кречњачки) образују, међу њима се разликују:
  - силикоците и
  - калкоците
- Спонгоците, које постоје једино код демоспонгиа, подсећају на археоците, али луче колаген који полимеризује у дебело скелетно ткиво спонгин.
- Миоците су ћелије налик мишићним, садрже актин и миозин, а агрегују око оскулума неких демоспонгиа. Оне регулишу величину отвора оскулума и тако помажу контроли протока воде кроз тело.
- Сферуларне ћелије поседују крупне вакуоле за које се мисли да представљају депое крајњих продуката ћелијског метаболизма.
- Микрогрануларне ћелије поседују многобројне митохондрије и посебне, штапићасте грануле, а грануларни ендоплазматични ретикулум је веома развијен (што упућује на интензивне процесе синтезе протеина). Функција овог типа ћелија је још увек непозната.
- Глобуларне ћелије се налазе у мезохилу појединих група сунђера (ред Poecilosclerida), а у својој цитоплазми имају велики број цилиндричних глобула непознатог хемијског састава и функције.
- Рабдитне ћелије су неправилног облика, присутне код морских сунђера. Цитоплазма је са бројним штапићастим органелама испуњеним мукополисахаридима. Садржај органела се излучује у мезохил и чини његову основну везујућу структуру.
- Цистеноците су карактеристичне за слатководне сунђере, поседују крупну вакуолу са аморфном материјом, а цитоплазма је потиснута уз мембрану.
- Хромоците су испуњене пигментима и дају сунђерима боју;
- На крају, постоје и ооците и сперматоците, репродуктивне ћелије које подлежу гаметогенези у мезохилу, чиме настају јајне ћелије и сперматозоиди. Код калкареа, полне ћелије (нарочито мушке)настају од хоаноцита.